# Ipomoea karwinskianum
Ipomoea karwinskianum är en vindeväxtart som beskrevs av Eduard August von Regel. Ipomoea karwinskianum ingår i släktet praktvindor, och familjen vindeväxter. Inga underarter finns listade i Catalogue of Life.